# Champagne Problems (álbum)
Champagne Problems es el octavo álbum de estudio de la cantautora rumana Inna. Está dividido en dos partes, Champagne Problems #DQH1 y Champagne Problems #DQH2, estrenadas en formato digital y streaming a través de Global Records el 7 de enero y el 11 de marzo de 2022, respectivamente. La crítica especializada describió la primera parte del disco como principalmente dance pop, con influencias del pop latino y reguetón. El álbum completo se grabó en un lapso de 16 días en una mansión donde Inna trabajó ampliamente con los compositores y productores rumanos Sebastian Barac, Marcel Botezan, David Ciente, Alexandru Cotoi, Minelli, Moa Pettersson Hammar y Gustav Nyström.
Para documentar el proceso, la artista publicó en YouTube la segunda temporada de su serie web Dance Queen's House, con la que también documentó el proceso del lanzamiento de su anterior trabajo discográfico, Heartbreaker (2020). Desde el punto de vista comercial, la primera parte del disco alcanzó los puestos 72 y 81 en las listas UK Album Downloads y Germany Album Download, respectivamente. Para una mayor promoción, Inna interpretó las canciones de ambas partes del álbum durante un concierto como parte de la celebración de sus 7 millones de suscriptores en la plataforma.

## Antecedentes y creación
El 27 de noviembre de 2020, Inna publicó su séptimo álbum de estudio, Heartbreaker, grabado durante un periodo de tres semanas en una mansión alquilada en Bucarest, donde la cantante trabajó ampliamente con los compositores y productores rumanos Sebastian Barac, Marcel Botezan, David Ciente, Alexandru Cotoi y Minelli. Inna documentó el proceso a través de su canal oficial en YouTube en la primera temporada de su serie web, Dance Queen's House. Más tarde, la artista comenzó con la segunda temporada de la serie para documentar el proceso de grabación de Champagne Problems, que duró un lapso de 16 días en 2021 y Ciente fue reemplazado por los productores Moa Pettersson Hammar y Gustav Nyström, presentes en fechas distintas, desde el 6 hasta el 21 de diciembre de 2021.
Para el tercer episodio, se grabaron 20 canciones candidatas para el disco, y en el cuarto, se reveló que «De dragul tău», un sencillo promocional estrenado por la cantante a principios de 2021, fue compuesto durante las sesiones de Champagne Problems. En el último episodio, subido el 21 de diciembre de 2021, se reveló la fecha de lanzamiento de la primera parte del álbum, Champagne Problems #DQH1, para el 7 de enero de 2022, estrenado eventualmente en formato digital y streaming a través de Global Records. La discográfica publicó más tarde la segunda parte del disco, Champagne Problems #DQH2, el 11 de marzo de 2022.

## Composición y recepción
Champagne Problems #DQH1 ha sido descrito como un disco dance pop con influencias de pop latino y reguetón, que cuenta con temas interpretados únicamente en inglés, a diferencia de sus anteriores trabajos. Matjaž Ambrožič, de 24UR, elogió su «solidez» y su sonido «rítmico agradable»; también apreció la naturaleza de su melodía y la interpretación vocal de Inna. Maria-Alexandru Mortu, de Adevărul, describió la primera canción del álbum, «Always on My Mind», como una pista dance, y expresó admiración por su estribillo «pegadizo» y su letra «honesta», mientras que Jon Caramanica, de New York Times, etiquetó la canción homónima como «pop-club inmaculado: extasiado, burbujeante, sin corazón». En cuanto al concepto musical, «Champagne Problems» tiene la intención de adoptar un sabor más «picante» y es el resultado de un desafío propuesto por la artista junto a su equipo durante las sesiones de Dance Queen's House.
Desde el punto de vista comercial, Champagne Problems #DQH1 el álbum debutó y alcanzó el puesto número 72 en la lista UK Album Downloads, de la compañía Official Charts (OCC), en la semana del 20 de enero de 2022; fue la primera vez que Inna ingresa en una cartelera británica desde 2009 con su primer disco, Hot. También alcanzó el número 81 en el ranking Germany Albums Download el 17 de enero de 2022.

## Lista de canciones
Adaptado de Tidal.

| Champagne Problems #DQH1 |                      |                                                                                        |                     |          |  |
| N.º                      | Título               | Escritor(es)                                                                           | Productor(es)       | Duración |  |
| 1.                       | «Always on My Mind»  | Elena Alexandra Apostoleanu Sebastian Barac Marcel Botezan Alexandru Cotoi Jordan Shaw | Barac Botezan Cotoi | 2:44     |  |
| 2.                       | «Champagne Problems» | Apostoleanu Barac Botezan Cotoi Shaw                                                   | Barac Botezan Cotoi | 2:47     |  |
| 3.                       | «Lonely»             | Apostoleanu Barac Botezan Cotoi Minelli                                                | Barac Botezan       | 2:56     |  |
| 4.                       | «Love Bizarre»       | Apostoleanu Barac Botezan Cotoi Minelli                                                | Barac Botezan Cotoi | 3:10     |  |
| 5.                       | «Baby»               | Apostoleanu Barac Botezan Cotoi Minelli                                                | Barac Botezan Cotoi | 3:02     |  |
| 6.                       | «Fire & Ice»         | Apostoleanu Barac Botezan Cotoi Minelli                                                | Barac Botezan Cotoi | 3:10     |  |
| 7.                       | «Solo»               | Apostoleanu Barac Botezan Cotoi Minelli                                                | Barac Botezan Cotoi | 2:37     |  |
| 8.                       | «Ready Set Go»       | Apostoleanu Barac Botezan Cotoi Moa Pettersson Hammar Gustav Nyström                   | Cotoi               | 2:36     |  |
| Duración total: 23:02    |                      |                                                                                        |                     |          |  |

| Champagne Problems #DQH2 |                     |                                                 |                     |          |  |
| N.º                      | Título              | Escritor(es)                                    | Productor(es)       | Duración |  |
| 1.                       | «Cryo»              | Apostoleanu Barac Botezan Cotoi Minelli Nyström | Cotoi               | 2:38     |  |
| 2.                       | «Millennium»        | Apostoleanu Barac Botezan Cotoi Minelli Nyström | Botezan             | 3:00     |  |
| 3.                       | «Take Me Home»      | Apostoleanu Barac Botezan Cotoi Hammar          | Barac Cotoi         | 2:32     |  |
| 4.                       | «Kumera»            | Apostoleanu Barac Botezan Cotoi Minelli         | Barac Botezan Cotoi | 2:47     |  |
| 5.                       | «Oxygen»            | Apostoleanu Hammar Nyström Viky Red             | Red Alexandru Turcu | 2:52     |  |
| 6.                       | «Karma»             | Apostoleanu Barac Botezan Cotoi Shaw            | Barac Botezan Cotoi | 2:47     |  |
| 7.                       | «Breathless»        | Apostoleanu Barac Botezan Cotoi Shaw            | Barac Botezan Cotoi | 2:20     |  |
| 8.                       | «Don't Let Me Down» | Apostoleanu Barac Botezan Cotoi Minelli         | Barac Botezan Cotoi | 2:31     |  |
| Duración total: 21:27    |                     |                                                 |                     |          |  |

## Posicionamiento en listas
| País        | Lista (2022)           | Mejor posición |
| ----------- | ---------------------- | -------------- |
| Alemania    | Germany Album Download | 81             |
| Reino Unido | UK Album Downloads     | 72             |

## Historial de lanzamiento
| País  | Fecha               | Formato(s)                 | Versión                  | Discográfica | Ref.   |
| ----- | ------------------- | -------------------------- | ------------------------ | ------------ | ------ |
| Mundo | 7 de enero de 2022  | Descarga digital streaming | Champagne Problems #DQH1 | Global       | [ 13 ] |
| Mundo | 11 de marzo de 2022 | Descarga digital streaming | Champagne Problems #DQH2 | Global       | [ 14 ] |